# Kura czeska

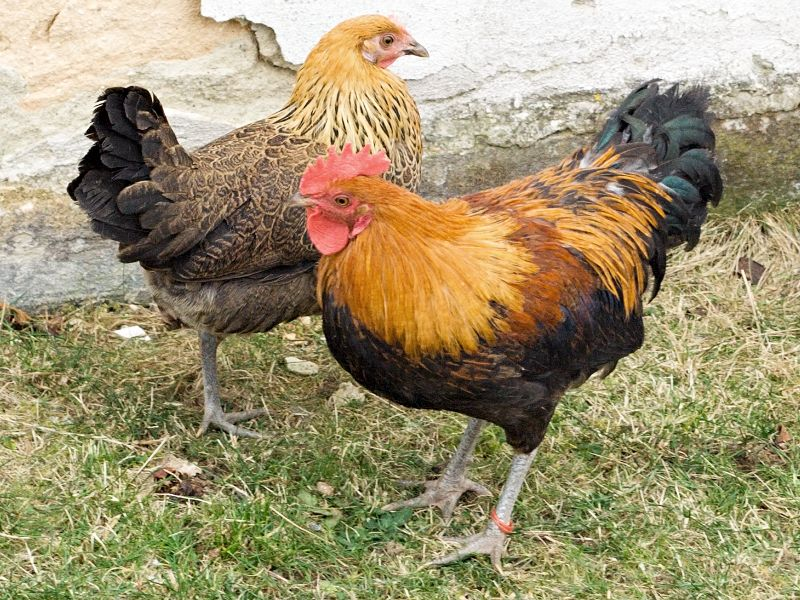

Kura czeska – rasa kury domowej pochodząca z Czech.

## Rys historyczny
Czeskie rasy kur pochodzą od starych tradycyjnych gatunków, o których informacje można odnaleźć w Czechach stulecia wstecz. Pierwsza wzmianka pochodzi z 1205 roku, kiedy stado czeskich kur zostało podarowane królowi duńskiemu – Waldemarowi II Zwycięskiemu, jako prezent z okazji ślubu z księżniczką czeską Małgorzatą Dagmarą. Kury tych ras w przeszłości były hodowane w większej różnorodności kolorystycznej, najczęściej w kombinacji koloru złotego oraz barw dzikich. Czeskie rasy kur wywodzą się z lokalnych ras hodowanych na terytorium Czech do połowy XIX wieku. Od połowy XIX wieku te autochtoniczne rasy kurze były krzyżowane z rasami importowanymi spoza granic Czech, a czystej rasy czeskie kury były zagrożone wymarciem.

## Odmiany barwne
Spotykane jest różnorodne ubarwienie:
- czarne
- czarno-białe
- kuropatwiana
- srebrne
- srebrne cętkowane
- złote
- zloto cętkowana

## Opis rasy
Koguty ważą 2,3–2,8 kg, zaś kury 2–2,5 kg. 

## Nieśność
W ciągu roku kura składa 120–160 jaj o masie 59 g i kremowej skorupie.